# Varkāneh
Varkāneh (persiska: وَركانِه, ورکانه) är en ort i Iran.   Den ligger i provinsen Hamadan, i den nordvästra delen av landet, 280 km väster om huvudstaden Teheran. Varkāneh ligger 2 234 meter över havet och antalet invånare är 848.
Terrängen runt Varkāneh är lite bergig. Runt Varkāneh är det ganska tätbefolkat, med 104 invånare per kvadratkilometer. Närmaste större samhälle är Āzādshahr, 13,4 km norr om Varkāneh. Trakten runt Varkāneh består i huvudsak av gräsmarker.